# جائزة القطيف للإنجاز
جائزة القطيف للإنجاز هي جائزة سنوية تقديرية وماديَّة انطلقت في القطيف عام 2008م وتُقدَّم في المقام الأول لأبناء محافظة القطيف بالمنطقة الشرقية في السعودية من الجنسين الذين لا تتجاوز أعمارهم 40 عاماً وقدَّموا إنجازاتٍ مُتميزةً ضمن عددٍ من الفروع التي تحددها اللجنة المنظمة للجائزة. وقد توسَّع نطاقها الجغرافي لتشمل أبناء المنطقة الشرقية في بداية نسختها السابعة عام 2018م تزامناً مع الذكرى العاشرة لانطلاقتها.
جاءت فكرة المهرجان والمبادرة بإقامة لجنة تكريم أهلية من خلال كلمة ألقاها رجل الأعمال سعيد الخباز أثناء حفل تكريم الأندية الرياضية المتفوقة في محافظة القطيف في يونيو 2008م، التي دعا فيها إلى تنظيم مهرجان سنوي لتكريم المبدعين في محافظة القطيف. ولتحقيق المبادرة، بدأ بتشكيل فريق عمل من المتطوعين الراغبين في الانضمام للمشروع من مدن وقرى القطيف المختلفة. عقد فريق عمل مهرجان القطيف للإنجاز اجتماعه الأول في 30 يونيو، 2008م بقاعة اجتماعات مستوصف طب الهادي ببلدة سنابس بمحافظة القطيف وتتابعت الاجتماعات الدورية الأسبوعية لمناقشة سير العمل ووضع تشكيل للجان المهرجان، وخطط للسير عليها بشكل منظم، إلى جانب الأعمال التنظيمية والإدارية لكافة اللجان العاملة. بعد اجتماعات أسبوعية متواصلة لمدة عام أطلق مهرجان جائزة القطيف للإنجاز الأول مساء الجمعة 29 مايو، 2009م في قاعة الملك عبد الله بن عبدالعزيز الوطنية بالقديح.

## الأهداف والرؤى

### الأهداف
1. إبراز دور الشباب المنجز والمساهمة في احتضانه.[1]
2. إذكاء روح التنافس الشريف بين المبدعين.
3. تهيئة المجتمع لتبني إنجازات الشباب.
4. نشر ثقافة التميُّز والإبداع.
5. تطوير الممارسات الإبداعية في المجتمع.

### الرؤية
الريادة في إبراز إنجازات الشباب.

### الرسالة
تكريم وتحفيز الشباب المنجز للمساهمة في بناء جيل مبدع.

### النطاق الجغرافي
جميع مدن المنطقة الشرقية.

## الترشح والفوز

### التقدم والترشح
لابد أن تنطبق الشروط التالية على من يرغب في الترشح لنيل الجائزة:
1. ألا يتجاوز عمر المتقدم 40 عاماً هجرياً يوم الحفل.
2. يشترط في الأعمال الجماعية أن تكون أعمار أغلبية المشاركين لا تتجاوز 40 عاماً يوم الحفل.
3. أن يكون المتقدم للجائزة سعودي الجنسية من مواليد أو سكان المنطقة الشرقية.
4. أن يملأ المتقدم النموذج الخاص على موقع الجائزة في شبكة الإنترنت.
5. الالتزام بالمواعيد المحددة لتعبئة النماذج وتقديم الأعمال.
6. أن يكون العمل المقدم من إنتاج فرد أو مجموعة.
7. تنطبق الشروط السابقة على المجموعات المرشحة فيما يخص الجنسية والمولد والسكن.
8. ألا تكون المشاركة، قد قدمت للجائزة في دوراتها السابقة.

### اختيار الفائزين
يتم الوصول لأسماء الفائزين بـ «جائزة القطيف للإنجاز»، عبر عده مراحل هي:
تحديد موعد فتح وغلق باب الترشيح للجائزة، تلقي الترشيحات عن طريق موقع الجائزة على شبكة الإنترنت، تقييم الطلبات للتأكد من مطابقتها لشروط الجائزة ودعوة من تنطبق عليهم الشروط للمقابلات الشخصية لاستحصال وثائقهم وتسلم أعمالهم ومنجزاتهم، يقوم أعضاء لجنة التحكيم الخارجية بدراسة وتقييم إنجازات المتقدمين والتوصية بأسماء الفائزين منهم.
1. وضع الجدول الزمني للدورة السنوية للجائزة.[1]
2. تلقي طلبات الترشح عن طريق موقع الجائزة على شبكة الإنترنت.
3. التأكد من مطابقة الطلبات لشروط الجائزة ودعوة من تنطبق عليهم الشروط لاستلام الوثائق والأعمال منهم من قبل اللجنة المختصة.
4. فرز الطلبات وتصنيفها حسب مجالات الجائزة المحددة من قبل اللجنة المختصة.
5. تقييم المشاركات من قبل محكمين عالمين و/أو محليين تختارهم اللجنة المختصة.
6. إقرار النتائج.
7. الإعلان عن الفائزين بالجائزة في حفل الجائزة.

### قيمة الجائزة
يمنح كل فائز بمجال من مجالات الجائزة المختلفة:
1. جائزة نقدية قيمتها 10 آلاف ريال سعودي لكل فائز في المجالات المختلفة، بالإضافة إلى درع تذكاري، الاحتفاء بإنجازاتهم من خلال التكريم في حفل جائزة القطيف للإنجاز.
2. المطبوعات: ستقوم جائزة القطيف للإنجاز بإصدار كتاب للتعريف بإنجازات الفائزين.
3. التغطية الإعلامية: ستقوم جائزة القطيف للإنجاز بتسليط الضوء على قصص نجاح الفائزين بالجائزة وذلك بالتعاون مع وسائل الإعلام المختلفة.

## المجالات
1. البحث العلمي
2. الاختراعات
3. التقنية
4. العلوم الإدارية
5. الاقتصاد
6. الأدب
7. الثقافة
8. الفن
9. الجائزة الخاصة.[2]

### جائزة الناشئ المنجز
الجائزة تكرم اصحاب الأعمال المميزة في أي مجال من المجالات بغض النظر عن المجالات المحددة في الستة مجالات. فيمكن أن تكون الجائزة في أحد المجالات المحددة أو غيره من ابداعات في التقنية (الرقمية والروبوت وغيرها)، أو الفن أو العلم أو المهارات الشخصية أو الجماعية (كمهارات الاتصال أو الإلقاء أوالقراءة أوالتعبير أوالتذكر أو التحليل). والجائزة مفتوحة للنشيء من أبناء وبنات المحافظة ممن لايزيد اعمارهم (ن) عن 14 عاما.

## الفائزون

### النسخة الأولى
أقيم الحفل في 29 مايو 2009، وفاز خلاله:
| # | الجائزة           | الفائز من الرجال                        | الفائز من النساء     |
| - | ----------------- | --------------------------------------- | -------------------- |
| 1 | البحث العلمي      | إبراهيم محمد السيهاتي                   | نهلة المنصور         |
| 2 | الاختراعات        | حسين مكي المحروس                        | -حجبت-               |
| 3 | الإدارة والاقتصاد | فراس عبد الله آل عبد المحسن             | فضيلة حسين الفضل     |
| 4 | الأدب             | ياسر عبد الله آل غريب محمد مهدي الحمادي | تقى يوسف الحمراني    |
| 5 | الثقافة والفكر    | حسن عبد العلي آل حماده                  | -حجبت-               |
| 6 | الفن              | فايز رضي الخنيزي                        | مرام عبد الله الأسود |
| 7 | الجائزة الخاصة    | عبد الله مبارك العواد                   | رانية علي السبيعي    |

### النسخة الثانية
أقيم الحفل في عام 2010، وفاز خلاله:
| # | الجائزة           | الفائز من الرجال       | الفائز من النساء   |
| - | ----------------- | ---------------------- | ------------------ |
| 1 | البحث العلمي      | هاني جعفر آل إسماعيل   | رضيه علي آل عباس   |
| 2 | الاختراعات        | جبريل علي البيشي       | مريم علي العقيلي   |
| 3 | الإدارة والاقتصاد | موفق حمزه الماجد       | رقيه محمد عجاج     |
| 4 | الأدب             | علي عبد الله آل سليس   | تقى يوسف الحمراني  |
| 5 | الثقافة والفكر    | حسن عبد العلي آل حماده | مركز البيت السعيد  |
| 6 | الفن              | فايز رضي الخنيزي       | زهراء سعيد المدلوح |

### النسخة الثالثة
أقيم الحفل في عام 2011، وفاز خلاله:
| # | الجائزة           | الفائز من الرجال     | الفائز من النساء                          | جهات                                         |
| - | ----------------- | -------------------- | ----------------------------------------- | -------------------------------------------- |
| 1 | البحث العلمي      | هيثم شهيد أبو السعود | علوية موسى آل حمزة ليلى حسين المتعب       |                                              |
| 2 | الاختراعات        | مصطفى جمال آل رميح   | بتول عبد الله آل أحمد صفية سعيد آل عبيدان |                                              |
| 3 | الإدارة والاقتصاد | -                    | فرح علي آل فرج                            | نادي الريبوت                                 |
| 4 | الأدب             | -حجبت-               | زينب مهدي آل مطرود                        |                                              |
| 5 | الفكر والتراث     | محمد سلمان الداوود   | -حجبت-                                    |                                              |
| 6 | الفن              | أحمد حسن أبو سرير    | زهراء جعفر القطري                         |                                              |
| 6 | الناشئ المنجز     | مصطفى آل جلال        | إباء جعفر المهندر ياسمين سعيد الغراف      | مجموعة الخطيب الواعد مجموعة تراتيل القرآنية. |

### النسخة الرابعة
اقيم الحفل عام 2013, وفاز خلاله: 
| #  | الجائزة                              | الفائزن | العمل                                                                                           |
| -- | ------------------------------------ | --- | ----------------------------------------------------------------------------------------------- |
| 1  | جائزة الفكر والتراث                  | زهير منصور البطران                                                                                         | قاموس القطيف اللغوي                                                                             |
| 2  | الناشيء المنجز فرع الإنجازات         | فاطمة فاضل آل بريه مريان طاهر الصالح                                                                       | نقوش الحناء المسرح ومهارات متعددة                                                               |
| 3  | الناشئ المنجز فرع المهارات           | على خضر آل غاشي هاشم مرتضى السيد صالح                                                                      | مهارات الإلقاء والحفظ مهارات الإلقاء                                                            |
| 4  | التقنية                              | توفيق عبدالشهيد التاروتي يحيى عبدالله القيصوم علي عبدالله الخويلدي خالد منصور السنان رائد عبدالله أبو عزيز | تطبيق برودكاست أخبار القطيف                                                                     |
| 5  | التقنية                              | عبدالله جاسم العبد الغني حسن جاسم العبدالغني علي جعفر التاروتي                                             | برنامج الناشر الحسيني                                                                           |
| 6  | جائزة البحث العلمي (البحوث الطبية)   | محمد مصطفى سنبل                                                                                            | عنوان البحث: هل الأفكار الخاطئة ستؤدي لتوقف الرضاعة الطبيعية؟                                   |
| 7  | جائزة البحث العلمي (البحوث الطبية)   | مريم عيسى احميد                                                                                            | عنوان البحث: مرض اليرقان وحديثي الولادة                                                         |
| 8  | جائزة البحث العلمي (البحوث الطبية)   | نهلة مكي المنصور                                                                                           | عنوان البحث: تأثير بروتين صناعي على تطور سرطان الجلد. طريقة جديدة لعلاج سرطان الجلد             |
| 9  | جائزة البحث العلمي (البحث الاجتماعي) | زهراء حسن العماني                                                                                          | عنوان البحث: التعرف على العوامل المحددة التي تؤثر على نوايا الموظفين فيما يتعلق بتسربهم الوظيفي |
| 10 | جائزة البحث العلمي (البحث الاجتماعي) | طاهرة حيدر المنشاد سلمى مكي آل خميس شريفة سعود آل علي سكينة عبدالواحد آل برك شهرزاد محمد آل رمضان          | عنوان البحث دراسة ميدانية عن سوق السمك                                                          |

## الهيكل التنظيمي

### الإدارة العامة
1. الأمانة العامة: المهندس عبد الشهيد السني
2. الإدارة التنفيذية: المهندس أحمد العلوي
3. أمانة السر: باسر نصر الله أبو السعود
4. لجنة التحكيم: الدكتور فؤاد السني
5. لجنة الترشيح والمساندة: خضراء المبارك
6. لجنة العلاقات العامة: غادة السيف
7. لجنة المالية: حسن آل عيد
8. اللجنة الإعلامية: علي آل ثاني
9. لجنة المتابعة: محمد الحجاج
10. لجنة الحفل: سعيد آل طلاق
11. لجنة الموارد البشرية: صلاح الدعلوج

### الإدارة التنفيذية
تتكون الهيئة الإدارية التي تُعنى بتنفيذ قرارات وسياسات الأمانة العامة من رؤساء اللجان والأعضاء العاملين فيها المعتمدين من الأمانة العامة، وتنحصر مدة عضوية أعضاء اللجان في الإدارة التنفيذية في سنتين قابلة للتجديد بقرار من الأمانة العامة، ويُنتخب المدير التنفيذي من قبل الأمانة العامة۔ تعقد الإدارة التنفيذية اجتماعات دورية منتظمة نصف شهريَّاً، وتصدر القرارات بأغلبية أصوات الحاضرين.

#### العضويات
1. المدير التنفيذي: نائب الأمين العام.
2. أمين سر الجائزة.
3. رئيس لجنة الحفل ونائبه.
4. رئيس لجنة العلاقات العامة ونائبه.
5. رئيس اللجنة الإعلامية ونائبه.
6. رئيس اللجنة التقنية ونائبه.
7. رئيس لجنة الموارد البشرية ونائبه.
8. رئيس اللجنة المالية ونائبه.
9. رئيس لجنة الترشيح والمساندة ونائبه.
10. رئيس لجنة المتابعة ونائبه.

### اللجان التنفيذية
1. لجنة الحفل.
2. لجنة العلاقات العامة.
3. اللجنة الإعلامية.
4. لجنة الموارد البشرية.
5. اللجنة المالية.
6. لجنة التحكيم.
7. لجنة الترشيح والمساندة.
8. لجنة المتابعة.
9. اللجنة التقنية.

## وصلات خارجية
جائزة الإنجاز2009 على يوتيوب
جائزة القطيف للإنجاز 2010 على يوتيوب